# C20H35NO2
化学式C20H35NO2（摩尔质量：321.51 g/mol）可以指：
- 双己维林，CAS号：561-77-3
- 索马鲁肽，CAS号：782487-28-9

|  | 这个同类索引页列出了具有相同分子式的化学物（即同分異構體）条目。 除非您是有意链接至本页，否则应将相应条目的内部链接指向正确的条目。 |